# 대한민국 민법 제1036조
대한민국 민법 제1036조는 수증자에의 변제에 관한 대한민국의 민법총칙조문이다.

## 조문
제1036조(수증자에의 변제) 한정승인자는 전2조의 규정에 의하여 상속채권자에 대한 변제를 완료한 후가 아니면 유증받은 자에게 변제하지 못한다.